# 黃家汶
黃家汶（英語：Wong Ka Man，1985年11月21日—），香港女子乒乓球運動員，屬智障人士TT11組別。

## 簡歷
黃家汶患有輕度智障，曾就讀才俊學校；畢業後在母校擔任助理，幫補家計。
2002年，父親鼓勵她放棄田徑轉練乒乓球，她馬上展現出打乒乓球的天賦，受訓僅兩年便獲選代表香港，出戰雅典舉行的殘奧會，並贏得第四名。
2011年，黃家汶與黎惠玲及楊賜嘉合作，奪得環球運動會乒乓球女團金牌。但後來，卻在訓練弄傷右膝，需要每晚接受治療，忍痛才能上陣。
2012年，黃家汶代表香港參加英國倫敦舉行的殘奧會乒乓球比赛女子單打第11級比賽，在決賽以3比2（6-11、11-7、8-11、11-9、12-10）險勝隊友楊賜嘉，奪得金牌。

## 榮譽
- 香港傑出運動員選舉

「香港最佳運動組合」 － 香港女子弱智乒乓球隊（2003年）
「香港傑出運動員」（2012年、2014年、2015年 - 共3次當選）

## 外部連結
- 香港弱智人士體育協會